# Haustorius canadensis
Haustorius canadensis är en kräftdjursart som beskrevs av Edward Lloyd Bousfield 1962. Haustorius canadensis ingår i släktet Haustorius och familjen Haustoriidae. Inga underarter finns listade i Catalogue of Life.